# Taurillon roitelet
Anairetes reguloides
Pour les articles homonymes, voir Taurillon (oiseau) et Taurillon (homonymie).
Espèce
Synonymes
- Culicivora reguloides (protonyme)

Statut de conservation UICN

 LC  : Préoccupation mineure
Le Taurillon roitelet (Anairetes reguloides) est une espèce d'oiseaux de la famille des Tyrannidae.

## Répartition
Cet oiseau vit le long du littoral péruvien et l'extrême nord-ouest du Chili.

## Taxinomie
Selon le Congrès ornithologique international et Alan P. Peterson? il existe deux sous-espèces :
- Anairetes reguloides albiventris (Chapman, 1924) ;
- Anairetes reguloides reguloides (d'Orbigny & Lafresnaye, 1837).